# Jan Liccio
Jan Liccio, wł. Giovanni Liccio (ur. w kwietniu 1426-1430 w Caccamo, zm. 14 listopada 1511) – włoski dominikanin (OP), błogosławiony Kościoła katolickiego.
Kult jako błogosławionego został zatwierdzony przez papieża Benedykta XIV w dniu 25 kwietnia 1753 roku.
Jego wspomnienie liturgiczne w Kościele katolickim obchodzone jest w dies natalis (14 listopada).